# Оберниц, Юстин фон
Юстин фон Оберниц (нем. Justin von Obernitz; 30 декабря 1884 — 24 сентября 1955) — германский военачальник, генерал-лейтенант (1940), участник Первой и Второй мировых войн. 

## Биография
Поступил на службу в прусскую армию в 1904 году, с 1905 года — лейтенант. Участвовал в Первой мировой войне, уже в начале войны 6 августа 1914 года получил звание обер-лейтенанта, с 18 августа 1915 года — ротмистр. Награждён Железным крестом обоих классов. 
После поражения — в рейхсвере, служил в кавалерии. С 1928 года — майор, с 1933 года — подполковник и командир 4-го (Прусского) кавалерийского полка в Потсдаме, с 1 февраля 1935 года — полковник. 15 октября 1935 года назначен командиром 4-й кавалерийской бригады, 18 января 1936 года — комендантом крепости Глогау, 1 апреля 1938 года получил звание генерал-майора. 
Летом 1939 года назначен начальником штаба XXXV особого командования. 15 февраля 1940 года назначен командиром 24-й пехотной дивизии, участвовал во Французской кампании. 1 июня 1940 года получил звание генерал-лейтенанта. 
В июне 1940 года назначен командиром 293-й пехотной дивизии, которая исполняла оккупационные функции в Бретани во Франции. Весной 1941 года его вместе с дивизией перевели в Польшу. Летом 1941 года во главе 293-й дивизии участвовал в войне против СССР, действовал в Полесье, затем участвовал в разгроме советского Юго-Западного фронта под Киевом и в наступлении на Москву. 11 января 1942 года награжден Немецким крестом в золоте. В феврале 1942 года оставил командование дивизией из-за болезни сердца. 
1 июня 1942 года назначен командиром 166-й дивизии, в конце июня 1942 года — 190-й дивизии. 1 ноября 1942 года подал в отставку и переведен в резерв. После операции на мочевом пузыре больше никаких команд не получал. 
30 июня 1943 года окончательно уволен со службы.